# Cairn du British Block
Le cairn du British Block (anglais : British Block Cairn) est un site archéologique du Canada situé à l'intérieur de la base des Forces canadiennes Suffield, dans le comté de Cypress en Alberta. Le site est composé d'un cairn de grosses pierres de 9 mètres de diamètre et 2 mètres de hauteur encerclé d'un anneau de pierres des champs et de plusieurs alignements dont l'un représente une effigie humaine. Ce site a été construit vers 1400, désigné Lieu historique national du Canada en 1973 et reconnu ressource historique provinciale en 1981.